# Podomyrma gratiosa
Podomyrma gratiosa är en myrart som först beskrevs av Smith 1858.  Podomyrma gratiosa ingår i släktet Podomyrma och familjen myror.

## Underarter
Arten delas in i följande underarter:
- P. g. gratiosa
- P. g. papuana